# Танець тіней
«Танець тіней» — повість українського письменника Михайла Яцківа. Сам автор визначив жанр цього твору як «роман з рідного побуту». Перша частина повісті була опублікувана в 1916 році, а друга — в 1917. У 1956 році перевидана під назвою «У лабетах». Письменник працював над твором декілька років (у 1912 р. у його нотатках згадується роман «Танець калік»).

## Персонажі
Ярвич — письменник
Шуліковський — директор
Клим Даниш — експедитор
Любаска — директор
Максим Сафат — ліквідатор
Сірко — секретар
Степан Ручай — старий письменник і урядник
Тарадай — возний

## Рецензії
М. Грушевський у своїй рецензії «Світлотіні галицького життя» назвав твір «дуже цікавим людським документом галицької України», «визначною галицькою повістю», у якій Яцків «відслонює тільки кутик сього львівського українського життя, життя української інтелігенції, але оброблює його з такою деталічною старанністю, навіть дріб'язковістю, що в нім, як в малій краплині води, відбивається дуже багато, і дає до думання теж дуже багато, навіть не про саме тільки львівське, чи галицьке, а й взагалі українське життя».